# روبرت أنتوني روبنسون
روبرت أنتوني روبنسون (بالإنجليزية: Robert Anthony Robinson)‏ هو كيميائي نيوزلندي، ولد في 1904، وتوفي في 1979.